# ドラばらっ!
『ドラばらっ!』は、日本テレビ（関東ローカル）で2012年4月2日から2013年12月19日まで放送されていた再放送枠のレーベル。放送時間は月曜日 - 木曜日15:55 - 16:53（JST）。

## 概要
- 2008年8月4日から2012年3月15日まで同時間帯に放送されていた『ゴゴドラ』を改題・リニューアルし、新たにバラエティ番組の再放送を加えて放送されている。
- スポットCM増量の関係で16:00もしくは15:58開始となる時期がしばしばある（短縮分はガイドで穴埋め）。
- 連続ドラマの再放送やバラエティ番組の再放送以外にも、新番組・特別番組の事前番組も放送する。
- 事前番組などを2本立てで放送する場合は15:55開始とし、1部が15:55 - 16:24、2部が16:24 - 16:53となる。
- 祝日は特別編成を組むため休止する場合がある。
- 金曜日は『女神のマルシェ』、『アナどきっ!』（2013年3月終了）、『それいけ!アンパンマン』を放送するため、当番組は放送されない。
- また、『ゴゴドラ』時代から引き続き、異常気象時や緊急ニュースの速報が入った場合等には、本枠の番組を休止して『news every. ○○緊急拡大（○○内には、異常気象や緊急ニュースの名前が入るが、入らない場合もある）』と題し、緊急拡大放送を行う。初回切り替え放送は、放送開始日の翌日2012年4月3日で、首都圏の暴風雨が通常放送時間内にピークを迎えることが明確になったため。
- これまで、全曜日を通じて概ねドラマ・バラエティーの再放送やPR番組などを放送していたが、金曜日も含めた同時間帯にテレビ朝日で放送している『劇的空間・相棒セレクション』（再放送）の好調を受け、その対抗策として、2013年4月15日以降は月・火曜日に『ぶらり途中下車の旅傑作選』（再放送）を定期放送することになったが、同年6月11日をもって一旦終了した。その後同年10月2日より、当番組放送の全曜日（月曜日 - 木曜日）に拡大し、『特選 ぶらり途中下車の旅』と改題の上、再放送を再開することとなった[1]。
- 2014年1月6日より、月曜日 - 木曜日のみ、当番組の後続番組『news every.』を前倒し・枠拡大とすることになり[2][3]、当番組は2013年12月19日をもって事実上廃枠。この結果、日本テレビの平日ノンプライム帯には1本も再放送枠が存在しなくなり、在京キー局で初めて「平日のノンプライム帯に再放送枠が存在しない」こととなった[4]。本枠の廃枠に伴い、以降のドラマ再放送は土曜朝の『土曜ロータリー』枠や土曜午後に不定期に行われることとなったが、『土曜ロータリー』も2021年3月27日を以て廃枠した。

## 放送された作品

### 連続ドラマ
過去に日本テレビ系列で放送されたドラマを再放送している。ただし、放送尺の都合で枠拡大版は一部分をカットして放送する。
水曜ドラマ・土曜ドラマの初回・最終回直前の番宣や、特別番組が編成されている場合は放送しない。
現在放送中の水曜ドラマ・土曜ドラマは、そのドラマの初回から第3話まで放送したものを再放送する。水曜ドラマは水曜、土曜ドラマは木曜に放送する。

#### ドラマの放送ラインナップ
カッコ内は再放送したそのドラマの放送開始日から放送終了日を表している。
2012年
- ホタルノヒカリ（2007年7月11日 - 9月12日 水曜ドラマ）（4月23日 - 5月21日） - 『ゴゴドラ』から3巡目。※解説放送
- ホタルノヒカリ2（2010年7月7日 - 9月15日 水曜ドラマ）（5月22日 - 6月7日）
- 妖怪人間ベム（2011年10月22日 - 12月24日 土曜ドラマ）（7月30日 - 8月16日）
- みゅうの足(あんよ)パパにあげる（2008年8月30日 24時間テレビ31 スペシャルドラマ）（8月22日・8月23日）※前・後編に分割して放送。解説放送
- ごくせん傑作選（8月27日 - 30日）
- 三毛猫ホームズの推理（2012年4月14日 - 6月23日 土曜ドラマ）（9月10日 - 10月2日）
- ブルドクター（2011年7月6日 - 9月14日 水曜ドラマ）（10月22日 - 11月19日）
- 妖怪人間ベム（2011年10月22日 - 12月24日 土曜ドラマ）（11月26日 - 12月11日）- 2巡目
- 家政婦のミタ（2011年10月12日 - 12月21日 水曜ドラマ）（12月16日日曜 - 28日金曜）

2013年
- マイ☆ボス マイ☆ヒーロー（2006年7月8日 - 9月16日 土曜ドラマ）（1月15日 - 2月13日） - 『ゴゴドラ』から2巡目。
- 黄金の豚-会計検査庁 特別調査課-（2010年10月20日 - 12月15日 水曜ドラマ）（2月18日 - 3月5日）
- 斉藤さん（2008年1月9日 - 3月19日 水曜ドラマ）（6月17日 - 7月8日） - 『ゴゴドラ』から3巡目。